# Wilhelm von Giesebrecht
Friedrich Wilhelm von Giesebrecht (né le 5 mars 1814 à Berlin, mort le 17 décembre 1889 à Munich) est un historien prussien.

## Biographie
Wilhelm von Giesebrecht était le neveu du poète Ludwig Giesebrecht (1792–1873).
Il étudia sous la direction de Leopold von Ranke, et son premier article important, Histoire du règne d'Otton II, parut dans les Jahrbücher des deutschen Reichs unter dem sächsischen Hause (Berlin, 1837–1840) de son maître Ranke. Il fit paraître en 1841 sous le titre Chroniques du monastère d'Altaich, une reconstitution des Annales Altahenses, sources historiques médiévales qu'on croyait perdues, et dont on ne disposait que de fragments, mêlés à d'autres chroniques. La qualité du travail de Giesebrecht fit sensation lorsqu'en 1867, une copie complète des annales fut retrouvée, car on s'aperçut que la reconstitution était pour l'essentiel conforme au manuscrit.
Entretemps, Giesebrecht avait été promu professeur principal du lycée Joachimsthal de Berlin ; il avait voyagé en Italie, et à la suite des recherches qu'il y avait effectuées, avait publié un essai intitulé De litterarum studiis apud halos primis mediiaevi seculis (Berlin, 1845), consacré à la survie de la culture classique dans les cités italiennes du Moyen Âge, ainsi que plusieurs critiques sur les sources historiques des débuts de la papauté. Sa traduction des « Historiæ » de Grégoire de Tours, qui est la version de référence en langue allemande, parut en 1851.
Quatre ans plus tard parut le premier volume de son chef-d'œuvre, « Histoire du Saint-Empire romain germanique » (Geschichte der deutschen Kaiserzeit), dont le cinquième et dernier volume fut publié en 1888. C'était la première fois qu'un ouvrage mettait directement à portée du public les méthodes de la recherche historique. La magnificence du style et le brio des portraits se combinaient à une absolue maîtrise des sources, comme aucun historien allemand ne l'avait fait avant lui. Mais les historiens postérieurs ont sévèrement critiqué la glorification de l'ère impériale et ses méandres italiens, qui sacrifiait les intérêts allemands à la seule gloire dynastique.
Cependant, comme l'Histoire de Giesebrecht parut au moment même où l'empire allemand se formait, elle connut un grand succès, outre ses qualités intrinsèques, grâce à son ton patriotique. En 1857 Giesebrecht fut appelé à l'université de Königsberg comme professeur, puis en 1862 il succéda à Heinrich von Sybel à la chaire d'histoire de l'université de Munich. Le gouvernement de Bavière lui conféra plusieurs récompenses.
Outre les œuvres déjà mentionnées, Giesebrecht publia une excellente monographie sur Arnaud de Brescia (Munich, 1873), une collection d'essais sous le titre « Discours en allemand » (Deutsche Reden, Munich, 1881), et s'impliqua activement dans la direction des Monumenta Germaniae Historica en 1875. En 1895 Bernhard von Simson augmenta son « Histoire du Saint-Empire romain germanique » d'un sixième volume, allant jusqu'à la mort de l'empereur Frédéric Ier en 1190.